# Дочо Касабов
Дочо Касабов (болг. Дочо Касабов); 20 серпня 1880, Севлієво — 14 червня 1944, Добрич) — болгарський драматичний актор, режисер та актор театру.

## Біографія
Народився у Севлієво 20 вересня 1880. У період 1901-1903 вивчав сценічне мистецтво в Женеві та Парижі. У 1905 дебютував у «Модерен театър» Георгі Донева. Деякий час грає на сцені Національного театру і «Модерен театър». У 1911 разом з Тома Касабовим у Севлієво створив пересувний «Комичен театър». З 1918 по 1921 працював директором театру «Родина». У 1921-1922 він зіграв у «Камерен театър» Златина Недева. У період 1922-1925 очолював «Задружен театр». Почергово очолює Тарновський обласний театр, Слівенський міський театр та Хасковський міський театр. У 1929 ненадовго відновлює діяльність «Задружен театър». З 1934 був директором Плевенського міського театру, Софійського обласного театру та театрів у Сілістрі і Добричі.
Помер 14 липня 1944 в місті Добріч.

## Ролі
- Барона — «На дъното» на Максим Горки
- Асен и Исак — «Иванко» на Васил Друмев
- Леандър — «Хитрините на Скапен» на Молиер
- Швартце — «Родина» на Херман Зудерман

## Постановки
- «Любовта на студента» от Л. Андреев
- «Иванко» от Васил Друмев
- «Хъшове» от Иван Вазов
- «Майстори» от Рачо Стоянов

## Фільмографія
- Пътят на безпътните (1928)
- Дядо Иван — След пожара над Русия (1929)
- Нощният пазач — Улични божества (1929)
- Буря на младостта (1930)